# Vennenses
|  | No s'ha de confondre amb Vènets (gals) o Vènets. |

Els vennenses eren una tribu del poble dels càntabres, que vivien a la província de la Hispània Tarraconense, a l'actual regió de Cantàbria, segons diu Plini el Vell a la Naturalis Historia.